# 牛角洞站
牛角洞站（：／ Ugakdong yeok */?）曾为韩国铁路京仁线上的一个车站，位于济物浦站和东仁川站之间，目前已废止，本站现址为桃源站所在地。

## 历史
- 1899年9月18日：开始使用。
- 1906年：停用本站。